# Wolfgang Schmitt (Politiker)
Wolfgang Schmitt (* 20. April 1959 in Monheim am Rhein) ist ein deutscher Politiker (Bündnis 90/Die Grünen).
Nach dem Besuch des Konrad-Adenauer-Gymnasiums Langenfeld (Rheinland), der höheren Handelsschule und der Katholischen Fachhochschule Köln studierte Schmitt Geschichte, Politik und Philosophie an der Heinrich-Heine-Universität Düsseldorf.
Schmitt war geschäftsführendes Landesvorstandsmitglied der Grünen in Nordrhein-Westfalen. Er war zudem Mitglied im Bund für Umwelt und Naturschutz Deutschland und von 1984 bis 1990 Mitglied des Präsidiums des Städte- und Gemeindebundes Nordrhein-Westfalen.
1980 wurde Schmitt Mitglied der Grünen. Von 1982 bis 1984 war er Mitglied des Landesvorstandes, von 1990 bis 1994 war er Landesvorsitzender der Grünen in Nordrhein-Westfalen. Von 1984 bis 1990 war er Mitglied des Rates der Stadt Langenfeld. Von 1994 bis 1998 saß Schmitt im Deutschen Bundestag.
Schmitt war von 2000 bis 2009 Geschäftsführer der Deutschen Gesellschaft für Technische Zusammenarbeit (GTZ) GmbH.